# ACM Transactions on Internet Technology
ACM Transactions on Internet Technology is een internationaal, aan collegiale toetsing onderworpen wetenschappelijk tijdschrift op het gebied van de technologie achter internet. De naam wordt in literatuurverwijzingen meestal afgekort tot ACM Trans. Internet Tech. Het wordt uitgegeven door de Association for Computing Machinery (ACM).